# 1960 코파 델 헤네랄리시모 결승전
1960 코파 델 헤네랄리시모 결승전(스페인어: La Final de la Copa del Generalísimo de 1960)은 현재 코파 델 레이로 알려진 스페인 컵대회의 56번째 결승전이다. 이 경기는 1960년 6월 26일, 마드리드의 산티아고 베르나베우에서 열렸고, 아틀레티코 마드리드가 레알 마드리드를 3-1로 이기고 사상 첫 우승을 거두었다.

## 상세 경기 정보
| 아틀레티코 마드리드                | 3–1               | 레알 마드리드 |
| ---------------------------------- | ----------------- | ------------- |
| 코야르 51′ · 존스 76′ · 페이로 86′ | 리포트 (스페인어) | 푸슈카시 20′  |

| 아틀레티코 마드리드: |    |                           |
|                      |    |                           |
| GK                   | 1  | 에드가르도 마디나베이티아 |
| DF                   | 2  | 펠리시아노 리비야         |
| DF                   | 3  | 알베르토 카예호           |
| DF                   | 4  | 알바리토                  |
| MF                   | 5  | 하미루                    |
| MF                   | 6  | 추소                      |
| FW                   | 7  | 폴로                      |
| FW                   | 8  | 아델라르도 로드리게스     |
| FW                   | 9  | 미겔 존스                 |
| FW                   | 10 | 호아킨 페이로             |
| FW                   | 11 | 엔리케 코야르 (주장)      |
| 감독:                |    |                           |
| 호세 비얄롱가        |    |                           |

| 레알 마드리드: |    |                           |
|                |    |                           |
| GK             | 1  | 로헬리오 도밍게스         |
| DF             | 2  | 판탈레온                  |
| DF             | 3  | 호세 에밀리오 산타마리아  |
| DF             | 4  | 미체                      |
| MF             | 5  | 호세 마리아 비달          |
| MF             | 6  | 호세 마리아 사라가 (주장) |
| FW             | 7  | 추스 에레라               |
| FW             | 8  | 루이스 델 솔              |
| FW             | 9  | 알프레도 디 스테파노      |
| FW             | 10 | 푸슈카시 페렌츠           |
| FW             | 11 | 프란시스코 헨토           |
| 감독:          |    |                           |
| 미겔 무뇨스    |    |                           |

## 같이 보기
- 마드리드 더비